# Aeropuerto Internacional de Sídney Occidental
El Aeropuerto Internacional de Sídney Occidental (Nancy-Bird Walton) ( IATA : WSI , ICAO : YSWS) también conocido como Aeropuerto de Badgerys Creek , (en inglés Western Sydney International (Nancy-Bird Walton Airport)  es un aeropuerto internacional en construcción dentro de los suburbios de Luddenham y Badgerys Creek, Nueva Gales del Sur, Australia. 
El sitio fue designado oficialmente por el Gobierno Federal el 15 de abril de 2014, después de décadas de debate sobre la ubicación de otro aeropuerto dentro del Gran Sydney. Está previsto que el aeropuerto tenga operaciones las 24 horas, sin toque de queda y complemente al Aeropuerto Kingsford Smith , que ha alcanzado su capacidad debido a un toque de queda legislado y límites de vuelos. 
La primera etapa de construcción del nuevo aeropuerto comenzó el 24 de septiembre de 2018 y se espera que la primera etapa esté terminada y abierta en enero de 2026.

## Historia

Mapa del aeroporto 2026

El aeropuerto de Sídney (Kingsford Smith) , que funciona desde 1919, es uno de los más antiguos del mundo. Situado a tan solo 8 km del centro de la ciudad, el recinto aeroportuario está rodeado en tres de sus lados por el crecimiento urbano y en el cuarto lado por la bahía de Botany. Las razones antes mencionadas hacen que la ampliación del aeropuerto de Kingsford Smith sea muy difícil, ya que para ampliar el recinto es necesario recuperar grandes extensiones de tierra del mar o conseguirlas mediante demoliciones de suburbios y desmantelamientos, soluciones ambas extremadamente costosas. Por ello, desde los años 60 se han presentado varias propuestas para construir un segundo aeropuerto para Sídney. 
En febrero de 1986, el Gobierno Federal anunció que se había elegido Badgerys Creek como ubicación para un segundo aeropuerto importante en Sídney.  Luego el Gobierno Federal emprendió una serie de adquisiciones de tierras para el sitio, principalmente durante el período de 1986 a 1991, y gastó aproximadamente 170 millones de dólares australianos. El sitio resultante totalizó 1780 hectáreas. 
Sin embargo, tras la compra, el Gobierno decidió que era más apropiado construir una tercera pista en el aeropuerto de Sídney y se detuvieron todos los trabajos en el lugar.  La pista, que se construyó sobre terrenos recuperados del mar, se inauguró en 1994. 
A pesar de la expansión, persistieron las preocupaciones de que el aeropuerto Kingsford Smith se quedaría sin capacidad para 2030, especialmente desde la introducción de estrictas restricciones a los vuelos nocturnos en 1995. Por lo tanto, la planificación de un segundo aeropuerto comenzó de nuevo en serio en 2008. Un estudio conjunto de 3200 páginas del gobierno federal y de Nueva Gales del Sur publicado en 2012 concluyó que Badgerys Creek era "claramente el mejor sitio para un segundo aeropuerto muy necesario para Sídney"  y recomendó que se iniciara la planificación. El 15 de abril de 2014, el gobierno federal anunció que Badgerys Creek sería el sitio del segundo aeropuerto de Sídney. En septiembre de 2018, comenzaron las obras de construcción en el sitio del aeropuerto de Badgerys Creek. 
El 4 de marzo de 2019, el gobierno federal proclamó que el aeropuerto se llamaría Aeropuerto Internacional Nancy Bird Walton en honor a la aviadora australiana Nancy Bird Walton . La primera ministra de Nueva Gales del Sur, Gladys Berejiklian, declaró que el nombre del nuevo aeropuerto era una "elección absolutamente inspiradora". El primer ministro australiano, Scott Morrison, declaró que "ahora reconocemos a la mayor pionera de la aviación de Australia" con el nombre del aeropuerto, y los miembros de la familia de Walton declararon que estaban "extremadamente emocionados y es un gran honor" para su madre y abuela.
El 10 de diciembre de 2020, una avioneta aterrizó de emergencia sobre unas obras de tierra en el lugar de construcción, siendo la primera aeronave que llegaba al aeropuerto.  El 26 de agosto de 2024, se confirma que Singapore Airlines se convertirá en la primera aerolínea extranjera en operar desde el aeropuerto cuando se inaugure.

## Geografía
El aeropuerto se encuentra a 44 kilómetros al oeste del centro de la ciudad de Sídney y a 41 kilómetros al oeste del aeropuerto Kingsford Smith de Sídney. El sitio se encuentra a 13 kilómetros al sur del centro de la ciudad de Penrith y aproximadamente a 20 kilómetros al norte del centro de la ciudad de Campbelltown . El municipio de Luddenham se encuentra adyacente al aeropuerto, a 1 kilómetro de la pista. También se encuentra a 7 kilómetros del Parque Nacional de las Montañas Azules, declarado Patrimonio de la Humanidad, lo que genera serias preocupaciones sobre la naturaleza declarada, los ríos salvajes, las comodidades, el estatus de Patrimonio de la Humanidad y la economía de la Ciudad de las Montañas Azules . El sitio se encuentra dentro del área de gobierno local de la ciudad de Liverpool y consta de aproximadamente 1700 hectáreas de tierra de la Commonwealth que se adquirió entre 1986 y 1991. 

## Legislación

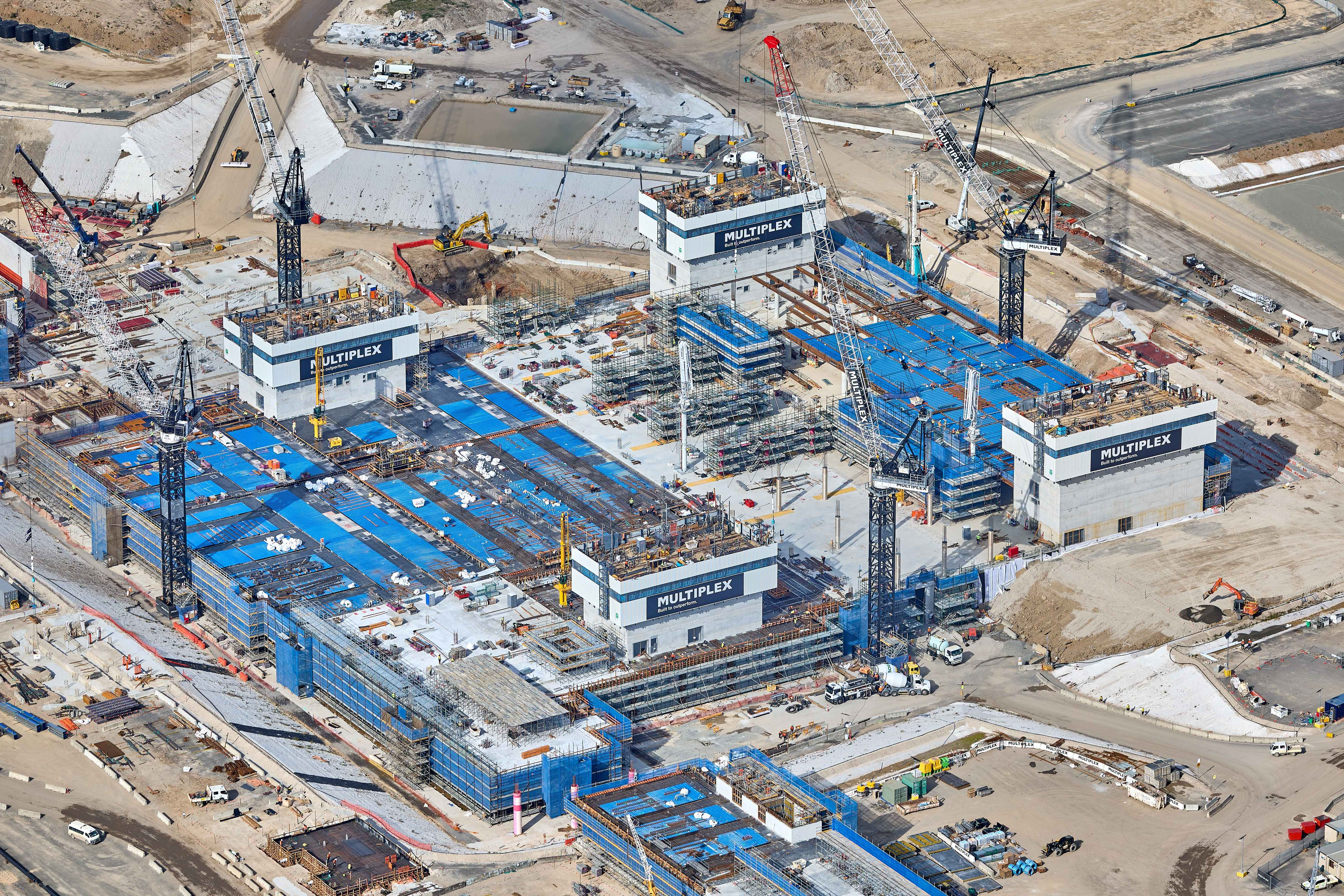
La terminal principal del aeropuerto de Western Sydney se encuentra en construcción A partir de septiembre de 2022

La Ley de Aeropuertos de 1996 permite el desarrollo y uso de un aeropuerto, conocido como Aeropuerto de Sydney West. El Plan Aeroportuario publicado por el Gobierno de la Commonwealth en diciembre de 2016 señala que el aeropuerto se menciona en la Ley como Aeropuerto de Sydney West, comúnmente conocido como Aeropuerto de Western Sydney, y oficialmente se lo conoce como Aeropuerto Internacional de Western Sydney (Nancy Bird Walton); llamado así en honor a Nancy Bird Walton, la mujer australiana más joven en obtener una licencia de piloto.

## Economía
El Gobierno Federal afirmó que se espera que la fase de construcción inicial genere alrededor de 4000 puestos de trabajo, y se espera que el desarrollo del aeropuerto cree 35 000 puestos de trabajo para 2035, aumentando a 60 000 puestos de trabajo con el tiempo. El Primer Ministro Scott Morrison afirmó que el aeropuerto "crearía 11 000 puestos de trabajo durante la construcción" y "28 000 en sus primeros 5 años". Sin embargo, tales afirmaciones fueron contradichas por el análisis del mercado laboral de 2017 encargado por el Gobierno.  
El análisis establece que se prevé que el aeropuerto sustente directamente 3231 puestos de trabajo durante la construcción a lo largo de ocho años, 13 169 puestos durante los primeros cinco años de operación junto con un parque empresarial y 24 046 puestos durante los diez años siguientes junto con el citado parque empresarial.

## Desarrollo inicial

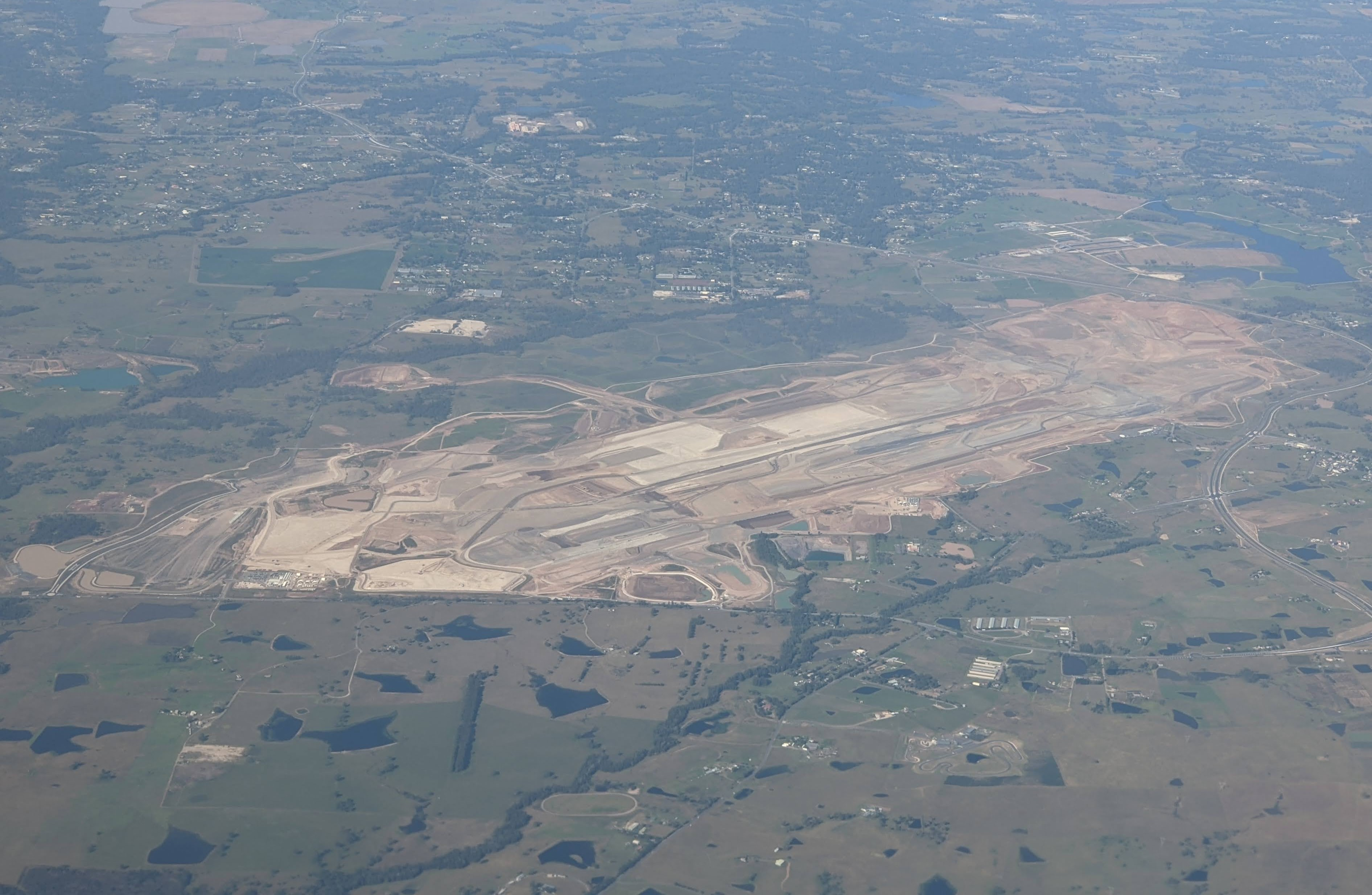
Vista aérea de la construcción del Aeropuerto Internacional de Sídney Occidental (2021)

El aeropuerto se construirá en fases, y la fase inicial de construcción consistirá en un aeropuerto pequeño con una sola pista. El costo del desarrollo inicial se estimó en 2400 millones de dólares australianos (a valores de 2012) y generaría 4000 puestos de trabajo. El gobierno planea que la fase inicial esté completa y operativa para 2025. Sydney Airport Corporation, el operador del aeropuerto Kingsford Smith, recibió el derecho de primera opción para construir y operar cualquier segundo aeropuerto en un acuerdo alcanzado con el gobierno cuando se vendió el aeropuerto Kingsford Smith en 2002.  Sydney Airport Corporation rechazó la oferta para construir y operar el aeropuerto el 2 de mayo de 2017.
El aeropuerto no tendrá toque de queda nocturno, a diferencia del aeropuerto Kingsford Smith.

## Transporte terrestre

### Carretera
Luego de la elección de la ubicación del Segundo Aeropuerto de Sydney se hicieron anuncios sobre conexiones de transporte nuevas y mejoradas con el aeropuerto y las áreas circundantes del oeste de Sydney. Es conocido como Plan de Infraestructura del Oeste de Sydney e incluye:
- Una nueva autopista M12 de este a oeste hasta el aeropuerto.
- Modernización de la carretera del norte (A9) a un mínimo de cuatro carriles desde Narellan hasta la autopista occidental M4.
- Modernización de Bringelly Road a un mínimo de cuatro carriles entre The Northern Road y Camden Valley Way

### Ferrocarril
En 2018 los gobiernos federal y estatal anunciaron el desarrollo de la etapa 1 del Enlace Ferroviario Norte-Sur, ahora conocido como Sydney Metro Western Sydney Airport, como parte del Western Sydney City Deal. El proyecto ferroviario implica la construcción de una línea de 23 kilómetros del Metro de Sídney.
La línea operará entre la estación St Marys y la nueva estación Badgerys Creek Aerotropolis a través de una estación en la Terminal del Aeropuerto de Sydney Occidental. La construcción de la línea comenzó en diciembre de 2022 y se espera que esté completa a fines de 2026, a tiempo para la apertura del aeropuerto.

### Autobús
En marzo de 2018 se anunciaron nuevas rutas de autobús exprés al recinto del aeropuerto que partirán de Penrith, Liverpool y Campbelltown.

## Acuerdos con aerolíneas
Qantas y su filial Jetstar se convirtieron en las primeras aerolíneas en llegar a un acuerdo comercial con WSA Co el 8 de junio de 2023. Los aviones de ambas tendrían su base allí dentro de un año desde la apertura, con destinos proyectados que incluirían Melbourne , Brisbane y Gold Coast.
El 26 de agosto de 2024 Singapore Airlines se convirtió en la primera aerolínea internacional en anunciar planes para prestar servicio en el aeropuerto.